# Rhus typhina
Rhus typhina là một loài thực vật có hoa trong họ Đào lộn hột. Loài này được L. miêu tả khoa học đầu tiên năm 1756.

## Hình ảnh

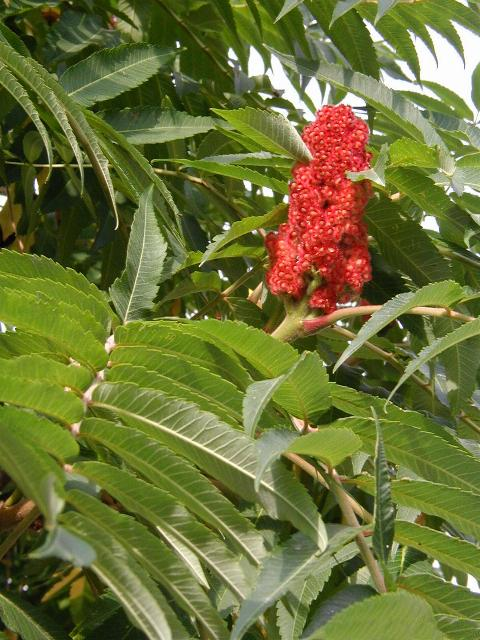
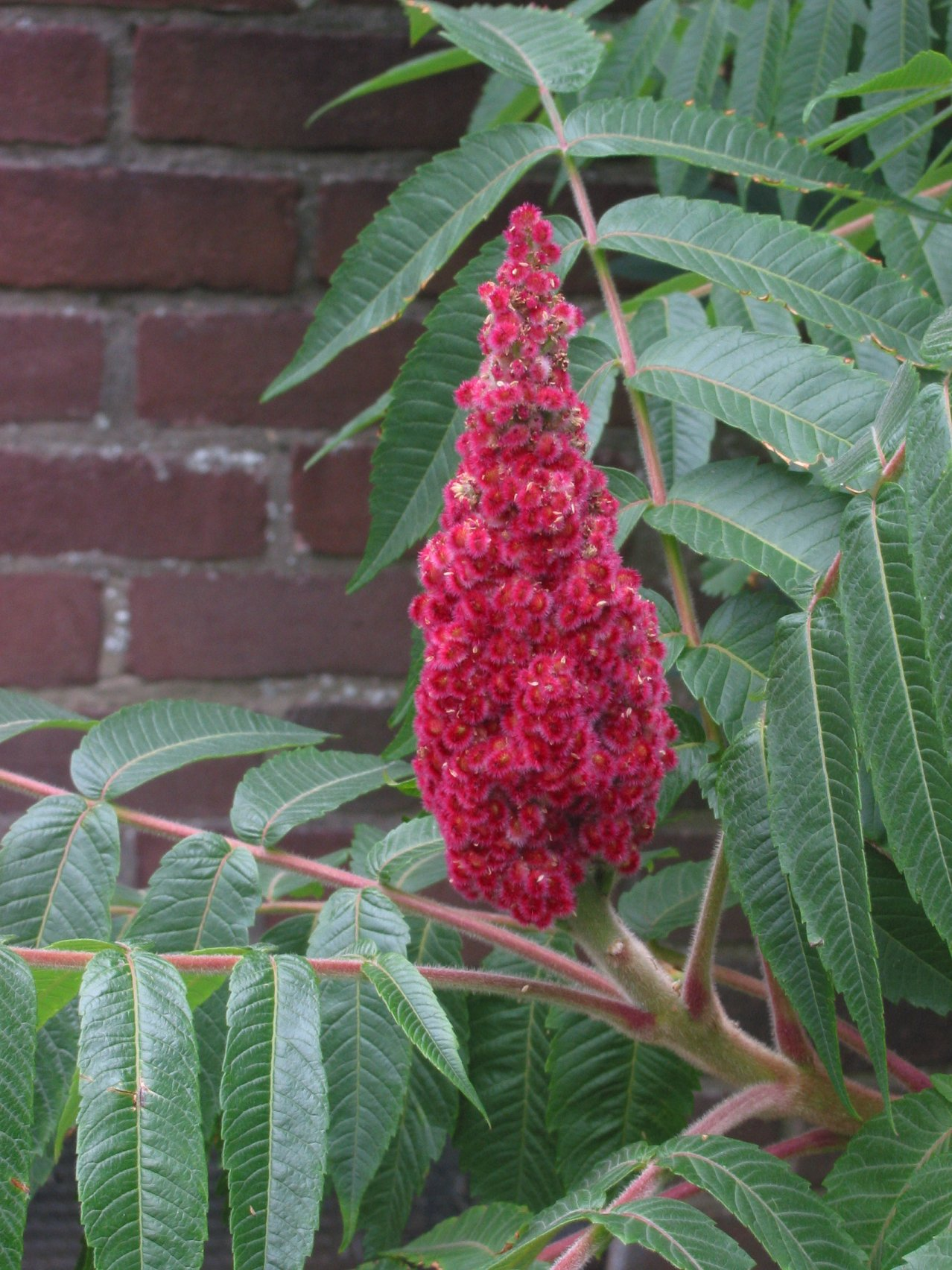
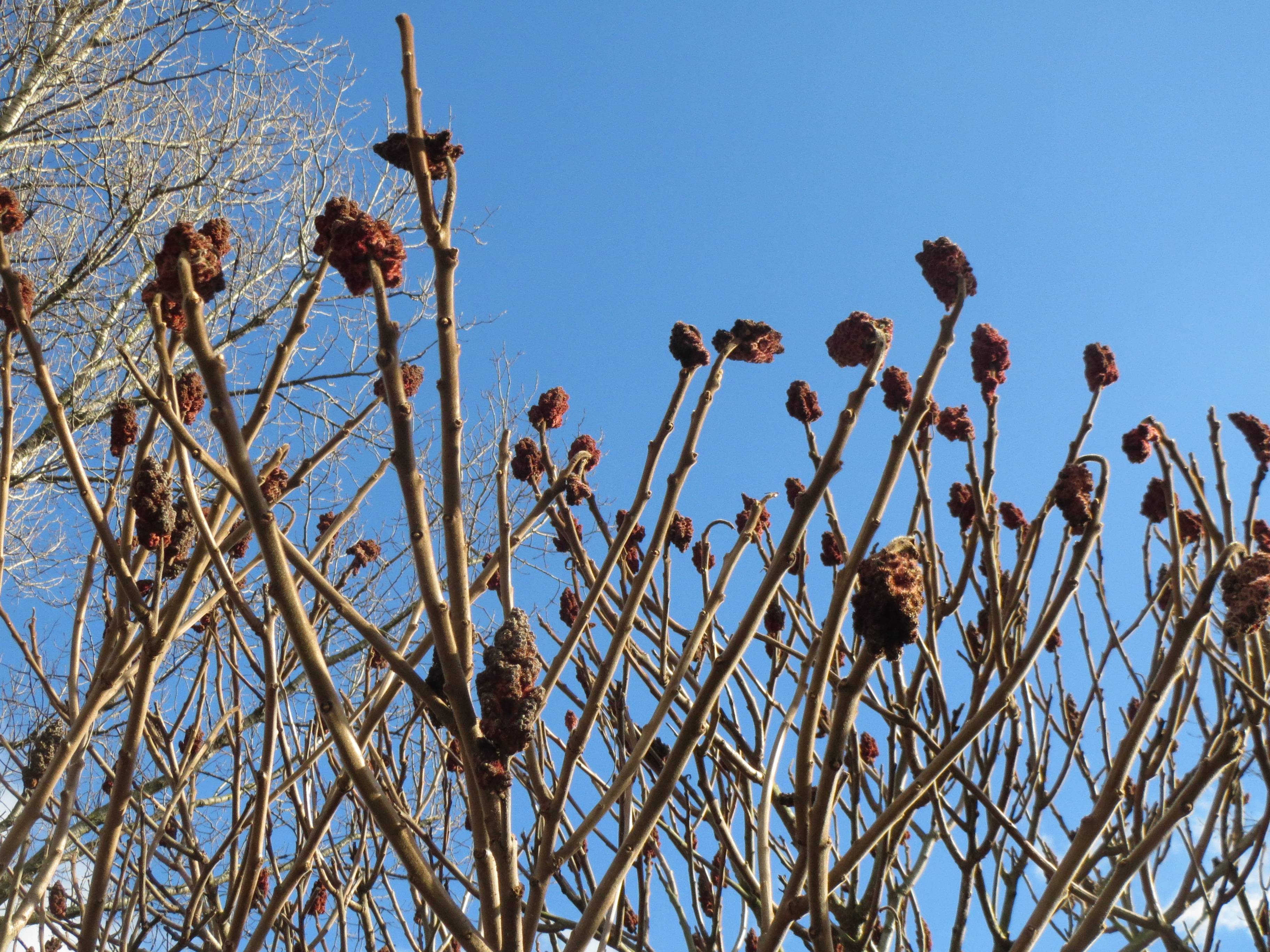
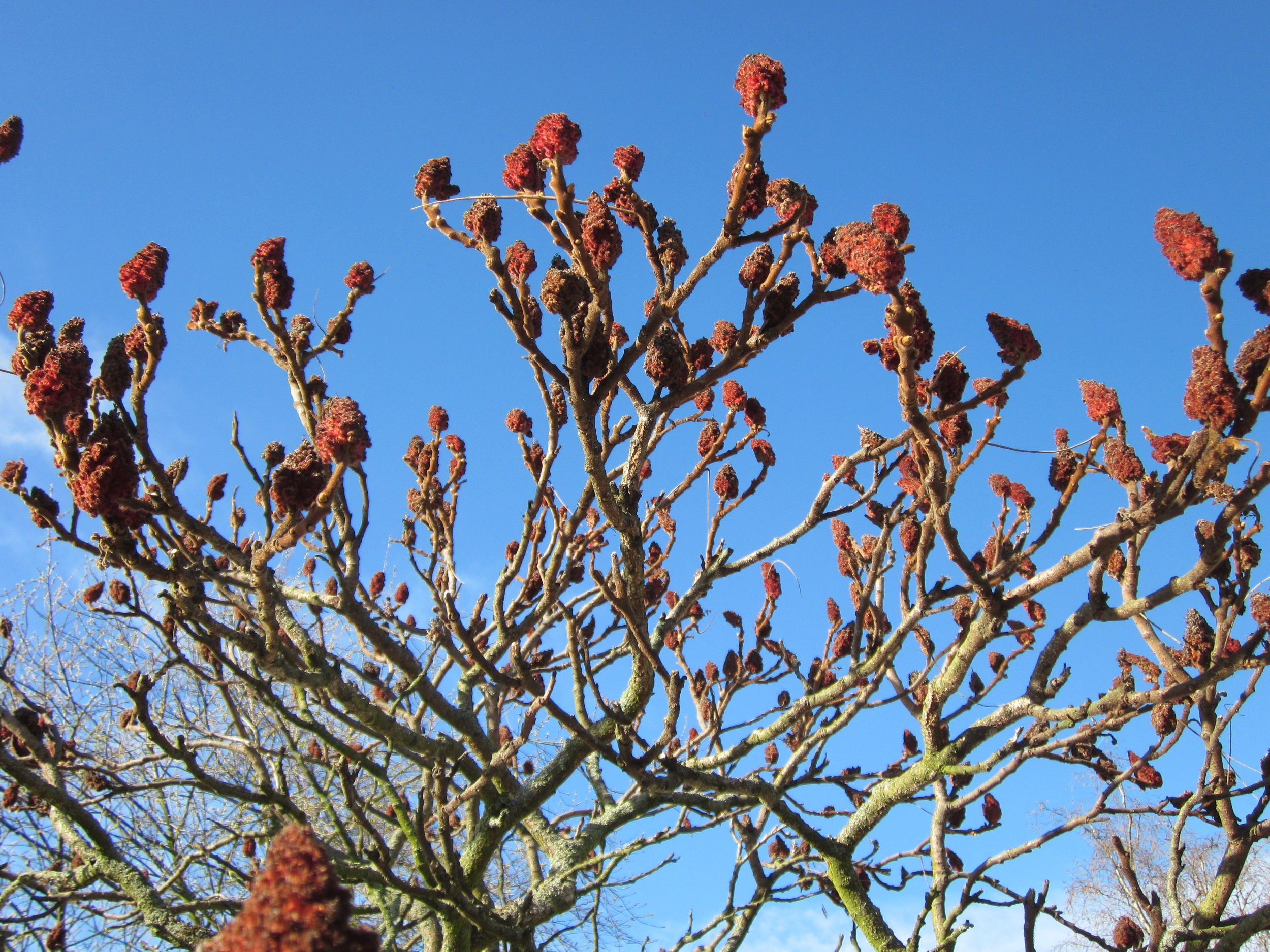